# Manuel Esteban Soto
Manuel Esteban Soto Ruíz (* 28. Januar 1994 in Pitalito) ist ein kolumbianischer Geher.

## Sportliche Laufbahn
Manuel Esteban Soto bestritt im Jahr 2009 seine ersten Wettkämpfe im Gehen. Damals belegte er den vierten Platz bei den Kolumbianischen Meisterschaften über 10.000 Meter. Ein Jahr darauf erreichte er bei den U20-Meisterschaften Kolumbiens die gleiche Platzierung. 2011 siegte er bei den nationalen U18-Meisterschaften und qualifizierte sich mit seiner Bestzeit von 43:30,88 min für die U18-Weltmeisterschaften in Lille. Bei dem Wettkampf im Juli wurde er allerdings disqualifiziert. 2012 gewann er die Bronzemedaille im U20-Wettbewerb bei den Südamerikanischer Geher-Meisterschaften. 2013 startete Soto im August in seiner Heimat bei den U20-Meisterschaften Panamerikas und belegte über 10.000 Meter den neunten Platz. Zwei Monate später nahm er in Argentinien an den U20-Südamerikameisterschaften teil und konnte mit Bestzeit von 41:55,95 min min die Goldmedaille gewinnen. 2014 gewann er bei den U23-Südamerikameisterschaften in Uruguay eine weitere Goldmedaille. Fortan trat er auf der 20-km-Distanz an.
2016 stellte Soto im April mit 1:20:39 h eine Bestzeit über 20 km auf und qualifizierte sich damit für die Olympischen Sommerspiele in Rio de Janeiro. In dem Wettkampf stellte er mit 1:20:36 h seine persönliche Bestzeit auf und erreichte mit dem neunten Platz sein bestes Ergebnis bei internationalen Großveranstaltungen. Ein Jahr später gelang ihm die Qualifikation für die Weltmeisterschaften in London. Bei seiner WM-Premiere erreichte er nach 1:24:56 h auf Platz 47 das Ziel. In den folgenden Jahren verpasste er die Qualifikation für internationale Meisterschaften. Im März 2021 erreichte er in der Slowakei mit 1:21:53 h seine beste Zeit seit 2018 und konnte sich damit für seine zweiten Olympischen Spiele. Anfang August trat er bei den Spielen in Sapporo an und belegte nach 1:23:32 h den 14. Platz. 2022 wurde Soto im Wettkampf bei den Südamerikaspielen in Paraguay disqualifiziert. Anfang Juli 2023, verpasste er über 20 km bei den Zentralamerika- und Karibikspielen in El Salvador knapp eine Medaille. 

## Wichtige Wettbewerbe
| Jahr                  | Veranstaltung                 | Ort                   | Platz                 | Disziplin             | Zeit                  |
| Startet für Kolumbien | Startet für Kolumbien         | Startet für Kolumbien | Startet für Kolumbien | Startet für Kolumbien | Startet für Kolumbien |
| --------------------- | ----------------------------- | --------------------- | --------------------- | --------------------- | --------------------- |
| 2011                  | U18-Weltmeisterschaften       | Lille                 |                       | 10.000 m Bahngehen    | DSQ                   |
| 2013                  | U20-Panamerikameisterschaften | Medellín              | 9.                    | 10.000 m Bahngehen    | 43:34,85 min          |
| 2013                  | U20-Südamerikameisterschaften | Resistencia           | 1.                    | 10.000 m Bahngehen    | 41:55,95 min          |
| 2014                  | U23-Südamerikameisterschaften | Montevideo            | 1.                    | 20.000 m Bahngehen    | 1:23:22 h             |
| 2016                  | Olympische Sommerspiele       | Rio de Janeiro        | 9.                    | 20 km Gehen           | 1:20:36 h             |
| 2017                  | Weltmeisterschaften           | London                | 47.                   | 20 km Gehen           | 1:24:56 h             |
| 2021                  | Olympische Sommerspiele       | Tokio                 | 14.                   | 20 km Gehen           | 1:23:32 h             |

## Persönliche Bestleistungen
- 10.000-m-Bahngehen: 40:05,8 min, 2. März 2021, Leiria
- 10-km-Gehen: 41:19 min, 25. Mai 2013, Guatemala-Stadt
- 20-km-Gehen: 1:20:36 h, 12. August 2016, Rio de Janeiro
- 35-km-Gehen: 2:40:22 h, 25. Februar 2023, Chía